# Juan de Vera
Juan de Vera y Mendoza (Alzira, 25 novembre 1453 – Roma, 4 maggio 1507) è stato un cardinale spagnolo.
Fu nominato cardinale della Chiesa cattolica da papa Alessandro VI.

## Biografia
Dopo essersi addottorato in utroque jure, fu nominato arcivescovo di Salerno il 10 luglio 1500 e mantenne questa carica per il resto della sua vita. Fu chiamato a Roma da Rodrigo Borgia (il futuro papa Alessandro VI), dove divenne precettore del figlio Cesare Borgia. in seguito, Papa Alessandro VI lo elevò al rango di cardinale presbitero del titolo di Santa Balbina nel concistoro del 28 settembre 1500.
Tra 1504 e 1505 fu camerlengo del Collegio cardinalizio.
Ebbe come medico personale Antonio Persona, dottore in medicina che, per essersi macchiato di svariati stupri e omicidi, verrà condannato e decapitato in Campidoglio nel 1505.
Fu sepolto nella Basilica di Sant'Agostino in Campo Marzio a Roma.